# Jonna Gandil
Jonna Betty Simonia Bjerge  f.Gandil (12. maj 1908 i København - 9. september 2004 smst ) var en dansk tennisspiller fra B.93 som med Povl Henriksen vandt DM i mixed double 1927. Hun blev 1931 gift med fysikeren professor Torkild Bjerge (1902-1974).
Jonna Gandil var datter af fodboldspilleren  og atleten Johannes Gandil.